# Ricky Manning
Richard Manning Jr, detto Ricky (Austin, 18 novembre 1980), è un ex giocatore di football americano statunitense che ha militato nel ruolo di cornerback nella National Football League (NFL).

## Carriera
Manning fu scelto nel corso del terzo giro (ottantaduesimo assoluto) del Draft NFL 2003 dai Carolina Panthers. Nella stagione 2003 ha giocato 16 partite, di cui 7 da titolare, facendo registrare 57 tackle, 4 passaggi deviati e 3 intercetti di cui uno ritornato in touchdown.
Nella stagione 2004 ha giocato 16 partite tutte da titolare facendo 66 tackle, 5 passaggi deviati e 4 intercetti ritornati per 46 yard.
Nella stagione 2005 ha giocato 16 partite di cui 3 da titolare, facendo 41 tackle, 4 passaggi deviati e 2 intercetti ritornati per 20 yard, oltre a un fumble ritornato in touchdown.
Nella stagione 2006 Manning è passato ai Chicago Bears dove ha giocato 15 partite, di cui 6 da titolare, facendo registrare 53 tackle, 2 sack, 5 passaggi deviati, 5 intercetti ritornati per 113 yard e un touchdown.
Nella stagione 2007 ha giocato 16 partite di cui 5 da titolare facendo 44 tackle, un sack, un passaggio deviato e un fumble recuperato ritornato per 11 yard.
Nella stagione 2008 Manning è passato ai St. Louis Rams dove ha giocato 5 partite, di cui una da titolare, mettendo a segno 7 tackle e un sack.
Il 15 agosto 2009 ha firmato con gli Oakland Raiders, ma è stato svincolato il 24 dello stesso mese.